# Uvaria muricata
Uvaria muricata är en kirimojaväxtart som beskrevs av Jean Baptiste Louis Pierre, Adolf Engler och Friedrich Ludwig Diels. Uvaria muricata ingår i släktet Uvaria och familjen kirimojaväxter. Utöver nominatformen finns också underarten U. m. .U. m. suaveolens.